# El extraño del pelo largo (álbum)
El extraño de pelo largo es el primer álbum del grupo de rock argentino La Joven Guardia, editado en 1969 por RCA.

## Lista de canciones
| Lado A |                                                                  |          |  |
| N.º    | Título                                                           | Duración |  |
| 1.     | «El extraño del pelo largo» (Roque Narvaja y Enrique Masllorens) | 2:52     |  |
| 2.     | «Hijo Del Diablo»                                                | 2:05     |  |
| 3.     | «En El Pueblo De San Esteban»                                    | 1:35     |  |
| 4.     | «Loco, Santos, Diablos»                                          | 2:22     |  |
| 5.     | «Profecía»                                                       | 2:57     |  |
| 6.     | «Vuelvo A Casa»                                                  | 3:04     |  |
| 14:55  |                                                                  |          |  |

| Lado B |                          |          |  |
| N.º    | Título                   | Duración |  |
| 1.     | «Después De La Tormenta» | 3:42     |  |
| 2.     | «Hoy Es Distinto»        | 2:41     |  |
| 3.     | «Motores De Pastel»      | 2:18     |  |
| 4.     | «Me Siento Solo»         | 3:00     |  |
| 5.     | «Otoño»                  | 2:32     |  |
| 6.     | «La Muerte Del Extraño»  | 2:08     |  |
| 16:21  |                          |          |  |

## Músicos
- Roque Narvaja: voz principal y coros, guitarra eléctricas
- Félix Pando: órgano, piano y coros
- Enrique Masllorens: bajo y coros
- Hiacho Lezica: batería y pandereta

- Datos: Q22116568